# Terni
Terni es una ciudad italiana, capital de la provincia de Terni, en la región de Umbría. En 2009 tenía una población de 112 735 habitantes.

## Historia
La ciudad, situada en una llanura entre los ríos Nera y Serra, fue ya morada en la Edad del Bronce y del Hierro, como testifican varios hallazgos. La primera presencia humana está fechada en el siglo X a. C. En 1884, mientras se construía la acerería, fue hallada una vasta necrópolis umbra, que se piensa utilizada hasta el siglo VI a. C. Cerca del poblado de Rocca San Zenone se encontraba tal vez el oppidum umbro de Vindena.
El origen de la ciudad remonta al 672 a. C., como testifica una placa en latín del tiempo de Tiberio. El nombre de Interamna Nahars hace suponer que los ríos rodearan la ciudad, formando una defensa natural.

### La conquista romana
Tras de la conquista romana del 299 a. C., Terni constituyó un desarrollado  mūnǐcǐpǐum con templos, teatros, termas y anfiteatro, favorecido también por la construcción de la via Flaminia, carretera que atravesaba toda la Italia central. Es en esta época que se construyeron las murallas. En el 271 a. C. el cónsul romano Curio Dentato empezó obras para la bonífica del río Velino, creando así la cascada delle Marmore.
A lo largo de la segunda guerra púnica, Terni, alineada con Aníbal, tuvo que gastar muchos tributos a los vencedores romanos. Ocupada por Lucio Sila durante las luchas del siglo I a. C. que adelantaron el fin de la edad republicana, Terni, bajo el Imperio romano, amplió su estructura urbanística, haciéndose también sede de una comunidad cristiana (siglo III d. C.) liderada por el obispo Valentín. En el 253 d. C. aquí murió, asesinado por sus mismos soldados, el emperador Treboniano Gallo y su hijo Volusiano, luego de la llamada batalla de Interamna Nahars.

### La Alta Edad Media
Cuando se derrumbó el Imperio romano, entre los siglos VI y VII, la ciudad sufrió devastaciones y saqueos: en el 546 por los ostrogodos de Totila, en el 554 por los bizantinos de Narsés y en el 755 por los lombardos del ducado lombardo de Spoleto. Luchando contra Spoleto, Terni recibió al emperador Federico Barbarroja, que acababa de ser entronizado en Roma; este, en el 1159, puso Terni a feudo, otorgándolo al cardenal Octaviano de Monticelli que poco después se convirtió en el antipapa Víctor IV. Los ternanos, fieles al papa, se rebelaron y, como consecuencia, el emperador envió al arzobispo Cristiano de Maguncia con un fuerte ejército que, en el 1174, destruyó la ciudad.

### El dominio papal
Reconstruida, Terni atravesó un periodo borrascoso, por las luchas entre Güelfos y Guibelinos y por las guerras con las ciudades cercanas para el dominio de los castillos y de los centros de mayor comercio. Sufrió por mano de las milicias de Federico II, también un largo asedio que perjudicó la fuerza económica de la ciudad.
En el siglo XIII se levantó de nuevo, haciéndose el centro del tránsito del comercio de los Florentinos con el Abruzzo y volviendo hacia un nuevo bienestar económico. En el 1408 pasó bajo el dominio de Ladislao de Nápoles, tras de Braccio de Montone, en el 1420 del Estado de la Iglesia, en el 1433 y 1445 de Francisco Sforza para volver, definitivamente, bajo el papa. Es en este periodo que hubo las luchas entre nobles y burgueses, que acabaron con la sangrienta noche del 25 de agosto de 1564, en la cual ocurrió la "matanza" de los nobles por mano de los  Banderari (facción en la cual tomaban partido casi todo los burgueses), a su vez reprimida por el comisario apostólico Monte Valenti, enviado por papa Pío IV. Se quedó así el dominio papal, constituyendo el tejido para el desarrollo industrial, que empezó a lo largo del siglo XIX.

### Anexión al Reino de Italia
En el 1860, anexa al Reino de Italia, contribuyó a la unificación siendo el lugar donde quedaban las expediciones contra el moribundo estado Pontificio. En el poblado de Collescipoli se conserva el barco con el que Giuseppe Garibaldi consiguió de huir de Caprera.
Al final del 1800 fueron construidas las acererías que llevaron un gran desarrollo a la ciudad, llegando a tener más de 10 000 trabajadores, procedentes no solo de toda la región, sino también de toda la Italia central y meridional. Hoy en día los trabajadores son unos 3000, y todo el establecimiento pertenece a la multinacional alemana Thyssen-Krupp.

### SigloXX

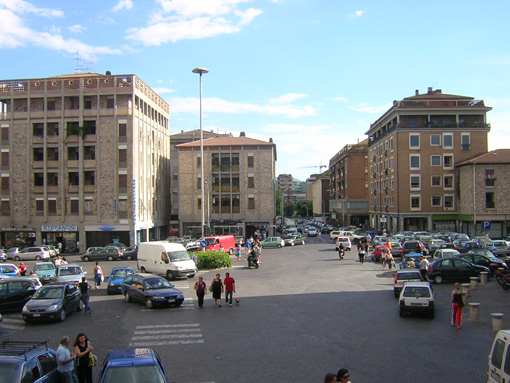
Piazza Mario Ridolfi

Destruida casi integralmente en la Segunda Guerra Mundial, por el núcleo industrial, de nuevo se "arremangó" para volver a ser la más importante ciudad de la economía regional y una de la más importante de Italia.

## Demografía
| 84,403                     | 95,072 | 106,927 | 111,964 | 108,248 | 105,018 | 108,999 | 113,423 |
| (Fuente: [cita requerida]) |        |         |         |         |         |         |         |

El área urbana formada por la Conca ternana alcanza casi los 372 782 habitantes.
| Gráfica de evolución demográfica de Terni entre 1861 y 2011 |
|                                                             |
| Fuente ISTAT - elaboración gráfica de Wikipedia             |

## Economía
Entre el final del siglo XIX y los primeros años del siglo XX la ciudad conoció un importante proceso de industrialización por el establecimiento de muchas fábricas.
Primera fue la Fabbrica d'armi nel 1875, establecimiento militar estatal (todavía activo) de notable valor arqueológico industrial. Siguió la Società degli altiforni, fonderie e acciaierie di Terni en el 1884, las Officine Bosco en el 1889 y un establecimiento de la Società di Carburo di Calcio que, en 1907, empezó a producir calciocianamidis. Este proceso de industrialización y un paralelo desarrollo económico-empresarial, ha llevado la ciudad a hacerse un importante polo siderúrgico, metalúrgico y químico de la economía italiana.

### Vías de comunicación

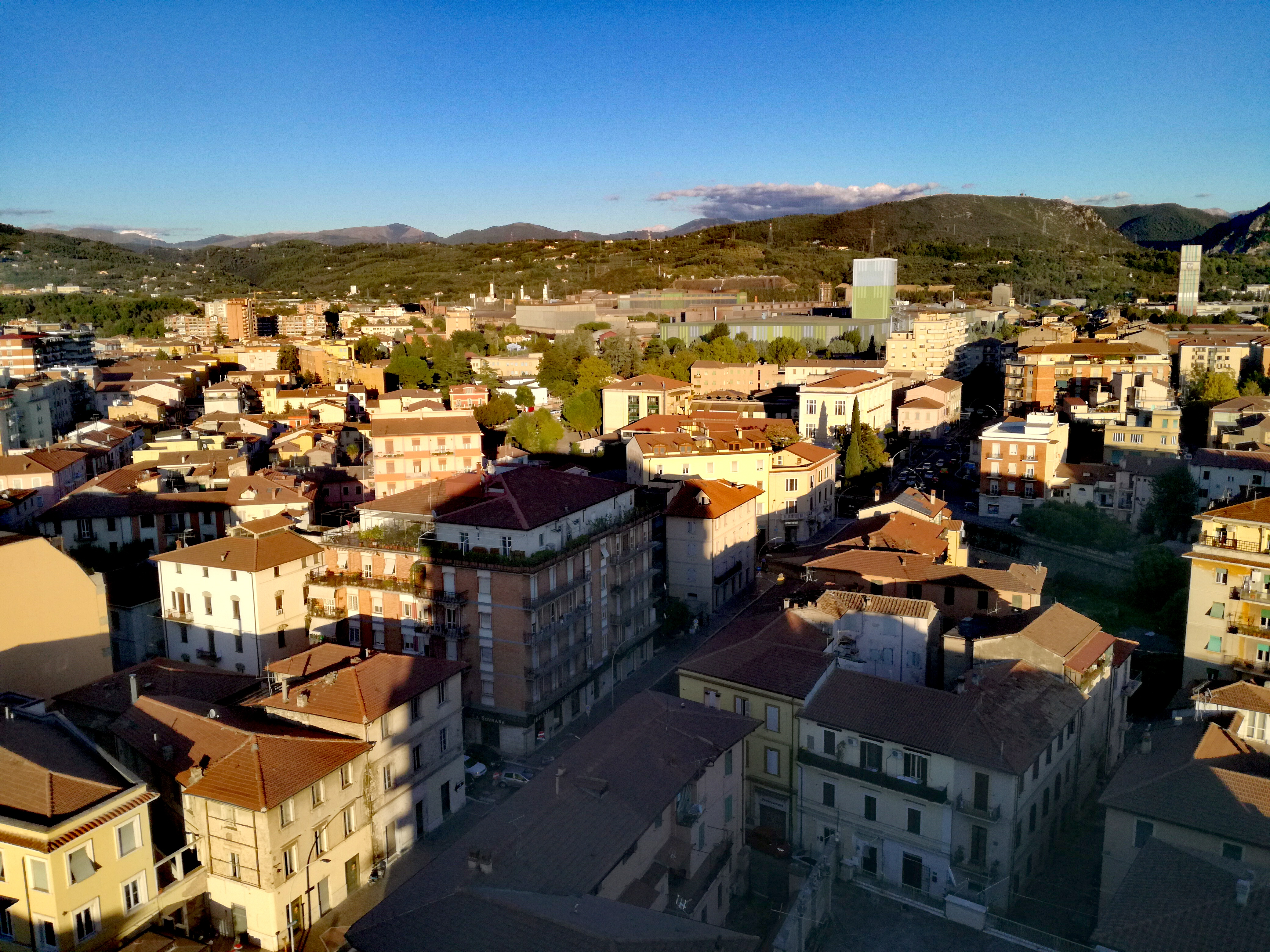
Zona este de Terni

#### Carreteras
- La carretera estatal 675 - Autovía Umbro-Laziale enlace Terni con la Autopista A1, a través de la salida de Orte; con la ciudad de Viterbo y dentro de unos años con la ciudad de Civitavecchia.
- La carretera estatal 3bis - Autovía Tiberina la enlace con Perugia, Cesena y Rávena
- La carretera estatal 209 Valnerina con Cascia y Norcia
- La carretera estatal 3 Flaminia con Espoleto, Foligno y las Marcas
- La carretera estatal 79 Ternana con Rieti y el Abruzzo

#### Ferrocarriles
- Se sitúa a lo largo de la línea Roma-Ancona. El trayecto hacia la capital lleva no más de una hora de tren.
- Líneas secundarias son la Terni-Rieti-L'Aquila, y la Terni-Perugia-San Sepolcro.

## Cultura

### Fiestas y tradiciones
- 14 de febrero: San Valentín obispo y mártir, patrón de la ciudad y protector de los enamorados, su basílica está ubicada a 2,5 km del centro y conserva el cuerpo del mártir.
- 30 de abril-1 de mayo:Cantamaggio Ternano, desfile de máquinas alegóricas, antigua tradición ligada al despertar de la primavera.
- Último domingo de junio: Festa delle acque – a la cascada delle Marmore y al lago di Piediluco
- Junio: Ephebia Rock Festival manifestación musical juvenil
- Varios momentos a lo largo del año: Terniinjazz, festival de jazz.
- Noviembre: CortoFonino Film Festival, evento el cual se entregan galardones a los mejores cortometrajes rodados con teléfonos móviles.

### Ciudades hermanadas
- Cartagena (España)
- Saint-Ouen (Francia)
- Praga (República Checa)
- Dunaújváros (Hungría)

#### Pactos de amistad
- Kōbe (Japón)
- Auserd (Sahara Occidental)

### Universidad
Desde 1974 existe en Terni un campus de la Universidad de Perugia (Polo científico y didáctico de Terni) que cuenta con facultades de Medicina, Ingeniería, Economía, Ciencias Políticas, Filosofía y Letras y Ciencias de la Formación.

### Cine
Son muchas las películas que han sido rodada en las cercanías de la ciudad, amén de la ciudad misma. Entre ellas cabe destacar dos películas deRoberto Benigni: La vida es bella y Pinocho. En los viejos pabellones industriales abandonados fue establecida una Ciudad del Cine, que junto al CentroMultiMediale podría cambiar la vida económica y el desarrollo de la ciudad, desde un ahora ya viejo sistema industrial hacia un terciario siempre más especializado.

## Monumentos y lugares de arte

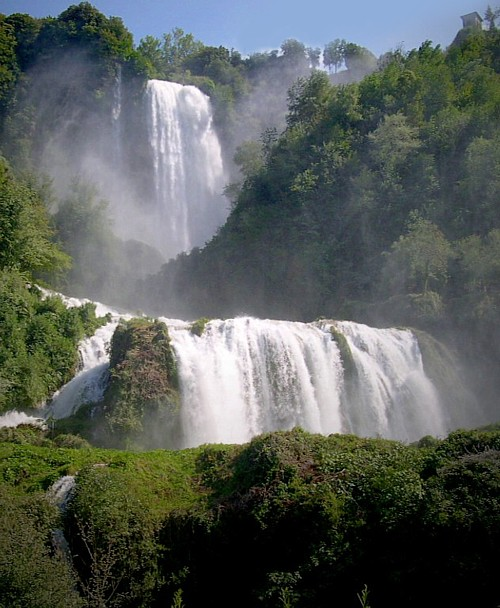
Las cascadas "delle Mármore"

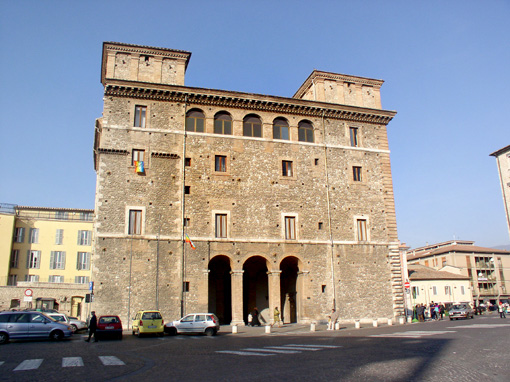
"Palazzo Spada" El Ayuntamiento

- Palazzo Manassei con el Museo Arqueológico de Terni
- Anfiteatro Fausto, del 32 a. C.
- Iglesias de San Francisco (siglo XIII), de San Salvador (siglo XI), de Sant'Alò (siglo XI) y de San Pedro.
- Palazzo Spada (sede del ayuntamiento) del siglo XVI.
- Basílica de San Valentín
- Duomo-Catedral (siglo VI)
- Museo Municipal Orneore Metelli
- Museo A. De Felice
- Parque A. De Felice, Torreorsina
- Museo Paleontológico
- La cascada delle Marmore
- El Lago di Piediluco
- Los restos arqueológicos de Palazzo Carrara
- La torre románica de los Barbarasa y la torre de los castillos
- Los restos de la ciudad romana de Carsulae, de probable origen céltico, donde todavía queda visible un tramo de la antiquísima Via Flaminia, que desde Roma conducía hasta el mar Adriático
- Los monumentos de arqueología industrial: obelisco "Lancia di Luce" de Arnaldo Pomodoro, la pressa de Plaza Dante, los estudios Cinematográficos de Papiño, el Grande Hyperion...

## Deportes

### Instalaciones deportivas
Las instalaciones deportivas más importantes son: 
- Estadio Libero Liberati (fútbol);
- Pabellón Di Vittorio (voleibol, balonmano, fútbol sala);
- Pabellón De Santis (tenis de mesa, artes marciales);
- Piscinas de Via Trieste, Via delle Palme, Via Vulcano, Piediluco (natación);
- Estadio A. Casagrande (atletismo);
- Parque La Passeggiata (atletismo y jogging);
- Parque Viale Trento (jogging);
- Velódromo R. Perona (ciclismo, hockey sobre patines, patinaje)
- Pista Rafting & Hydrospeed Le Marmore
- Pabellón Waro Ascenzioni (esgrima)

### Deporte profesional
El 13 de mayo de 1995, la primera etapa del Giro de Italia de dicho año terminó en Terni, con la victoria de Mario Cipollini.
El club de fútbol local es Ternana Calcio, y competirá, a partir de la temporada 2024-25, en la tercera categoría del fútbol nacional, la Serie C, tras haber descendido. Sus partidos de local los juega en el Stadium Libero Liberati cuyo aforo es de 22.000 espectadores.
Otros deportes están representados por el ThyssenKrupp Terni de fútbol sala y de voleíbol y el Terni Rubgy. Es la única ciudad italiana donde han nacido dos campeones del mundo de motociclismo: Libero Liberati, primer campeón mundial italiano de motociclismo en la categoría 500 en 1957 y Paolo Pileri campeón del mundo en la categoría 125 en 1975. El lago de Piediluco es uno de los centros principales de la Federación Italiana de Piragüismo. El Pabellón DeSantis ha sido Centro Federal de Tenis de mesa

## Enlaces
- Wikimedia Commons alberga una categoría multimedia sobre Terni.
- Página web la Comune di Terni

- Datos: Q8621
- Multimedia: Terni / Q8621